# Playtest (Black Mirror)
«Playtest» —en España: «Playtesting» y en Hispanoamérica: «Partida»— es el segundo episodio de la tercera temporada de la serie de ciencia ficción distópica británica Black Mirror. Escrito por el creador de la serie Charlie Brooker el episodio está dirigido por Dan Trachtenberg. Se estrenó el 21 de octubre de 2016, a través de la plataforma Netflix, de manera simultánea con el resto de episodios de la temporada.
El episodio cuenta la historia de Cooper (Wyatt Russell), un joven estadounidense trotamundos, que se ve retenido en Londres al quedarse sin tarjetas de crédito ni dinero. Para solucionar su situación acepta una oferta de trabajo como probador de una famosa compañía de videojuegos, SaitoGemu, con los que obtener los fondos para volver a casa.

## Argumento
Cooper (Wyatt Russell) es un joven que decide emprender un viaje alrededor del mundo tras una dolorosa experiencia familiar. Después de asistir al fallecimiento de su padre, enfermo de Alzheimer, es incapaz de recomponer los lazos afectivos con su madre pese a los reiterados intentos de ella. Como vía de escape decide embarcarse en un viaje a través de diversos países sin un destino prefijado. En Londres Cooper conoce y pasa la noche con Sonja (Hannah John-Kamen) una periodista dedicada a la actualidad tecnológica. 
Al día siguiente descubre que su tarjeta de crédito ha sido robada y su cuenta bancaria se encuentra sin fondos. Mientras el banco regulariza la situación Cooper pide ayuda a Sonja y busca un trabajo, a través de una aplicación llamada Oddjobs, para obtener un dinero rápido. Una de las ofertas que encuentra llama su atención: una exitosa compañía de videojuegos, SaitoGemu, conocida por sus juegos de terror recluta probadores para sus nuevos proyectos de videojuegos virtuales. Cuando desde la empresa manifiestan su interés por Cooper, Sonja le insta a que obtenga una fotografía de la tecnología, con la esperanza de obtener más dinero por las fotos que por el experimento en sí.
Ya en la sede de la compañía Cooper es conducido por Katie (Wunmi Mosaku) a una sala blanca destinada a probar la nueva tecnología. A pesar de la enfática advertencia de que apague su móvil por razones de seguridad, en cuanto Katie se marcha de la sala Cooper lo vuelve a encender para enviarle a Sonja una foto del equipo usado. Cuando Katie regresa a la sala le coloca un dispositivo en miniatura en la parte posterior de su cuello. Durante el proceso de inicialización del dispositivo el móvil de Cooper recibe una llamada de su madre pero Katie rápidamente cancela la llamada. Cooper, completada la inicialización del dispositivo, comienza a jugar una partida del clásico juego arcade Whac-a-Mole utilizando la tecnología de gráficos 3D implantada en el chip. 
Tras el resultado satisfactorio de esta primera prueba Cooper recibe la invitación para participar en el test de una novedosa tecnología en fase experimental. Katie lleva a Cooper a otra habitación y le presenta al propietario de la compañía, Shou (Ken Yamamura), quien le informa sobre las características de la nueva aplicación que va a probar: es un videojuego virtual de terror que explora el cerebro de quien lleva implantado el dispositivo y recopila datos e información sobre las cosas que lo asustan. Katie carga el videojuego virtual en Cooper, y lo lleva a una solitaria mansión donde transcurrirá el juego, y le proporciona un auricular como medio para comunicarse con ella. Después de vivir algunos pequeños saltos y darse cuenta de que todo es audiovisual (no puede tocar lo que aparece para asustarlo), y una confusa y errática comunicación con Katie, Cooper descubre que su auricular no va bien. Sonja aparece súbitamente en escena e intenta convencer a Cooper de que abandone el juego porque es peligroso. Él inicialmente piensa que Sonja es una representación virtual pero, en un arrebato, Sonja lo apuñala con un cuchillo sintiendo él el dolor como en la vida real. Cooper lucha contra Sonja y logra matarla después de quitarle la piel de la cara. Cooper, tras experimentar un intenso dolor mental y físico, de repente nota que el cuchillo, la herida que le ha producido Sonja y la propia Sonja desaparecen de la escena como si nada hubiera sucedido. 
Katie, restablecida la comunicación a través del auricular, vuelve a hablar con Cooper indicándole que necesita ir al "punto de acceso" ya que él quiere finalizar la prueba. Él hace lo que le indica pero se descubre que ese punto físico de acceso ha desaparecido. Tras una serie de preguntas básicas Katie se percata que Cooper está perdiendo los recuerdos ya que su principal miedo es terminar senil y con Alzheimer como su padre. Desesperado Cooper se quita el auricular pero, aunque lo hace, sigue escuchando la voz de Katie. A continuación Cooper rompe un espejo y, con un trozo de vidrio, intenta quitarse a la fuerza el dispositivo en miniatura implantado en el cuello. En ese momento Katie y Shou aparecen en escena para apagar el dispositivo pero no pueden hacerlo y terminan diciéndole que el chip implantado ha tejido redes demasiado complejas con el cerebro de Cooper y que son incapaces de apagarlo. Cooper súbitamente despierta en la habitación donde aceptó la segunda parte del experimento donde están Katie y Shou. De acuerdo con Katie y Shou solo había pasado un segundo desde que se puso en marcha el test. Shou se disculpa por los profundos sentimientos de terror que el juego causó a Cooper indicando que no fue diseñado para llegar tan lejos. Cooper regresa a casa con su madre pero ella no lo reconoce y comienza a marcar el número móvil de Cooper en su teléfono. 
En ese momento Cooper aparece de nuevo en la Primera Habitación Blanca, convulsionándose durante el proceso de activación del dispositivo en su cuello, debido a la interferencia generada por su teléfono móvil, al recibir la llamada entrante de su madre a los 0,04 segundos de la inicialización del experimento (tiempo en el cual sucedieron todos los acontecimientos posteriores vistos en el episodio, todo en su mente). El dispositivo colapsó provocando el fallecimiento de Cooper. Mientras expiraba él pronunció la palabra "mamá". 

## Reparto
- Wyatt Russell - Cooper Redfield
- Hannah John-Kamen - Sonia
- Wunmi Mosaku - Katie
- Ken Yamamura - Shou Saito
- Elizabeth Moynihan - Madre de Cooper
- Jamie Paul - Rick Peters
- Jessica Nell - Mujer asustada en el avión

## Recepción crítica
El episodio ha obtenido críticas positivas entre la crítica especializada y en portales especializados. Internet Movie Database, con 14.304 votos, le califica con una puntuación de 8,2 sobre 10. FilmAffinity le otorga 6,7 sobre 10 con 13.799 votos.
Natalia Marcos y Eneko Ruiz Jiménez en el artículo "Black Mirror: todos los episodios ordenados de peor a mejor" publicado en el diario El País otorga al episodio la posición 12 de 19 indicando: "Dentro de la tercera temporada se encuentra este capítulo en el que un joven estadounidense, en busca de nuevas experiencias en Londres y necesitado de dinero, acepta participar como conejillo de indias en un nuevo y revolucionario sistema de juegos virtuales que funciona a través de un implante en el cerebro. Lo que empieza como un juego inocente termina trasladándole a una casa en la que se reproducirán sus peores temores. Una historia desasosegante que aprovecha el terror psicológico, con algún que otro susto incluido.".
Pere Solà en el artículo "Black mirror: El juego del olvido que se quedó en nada" publicado en La Vanguardia reseña: "El problema es que Charlie Brooker aquí prefiere darle otro golpe de efecto al episodio. Descubrimos que una llamada telefónica interfiere en la descarga del juego en su cerebro y muere en la misma sala donde comienza el juego. ¿Nos sorprende este momento final? Hasta cierto punto. Pero quizá el guionista debería haberse planteado si valía la pena porque este último giro quita fuerza (por no decir directamente que invalida) ese viaje sobre la crueldad del alzheimer. Habla de la enfermedad, sí, pero al terminar el episodio ese alzheimer solo era humo para garantizar instantes de máxima tensión y no como reflexión sobre una enfermedad tan cruel con la personas. Una lástima porque Playtest podría haber sido un episodio notable".
Albertini en la crítica "Black Mirror: Playtest y jugar con la mente" publicado en la web EspinOf del diario El Mundo apunta "Playtest es un buen episodio que no solo juega con nuestro protagonista sino con nosotros. Al igual que él no sabe qué es real y qué no en el experimento, nosotros tampoco estamos del todo seguros de qué está pasando. El causante es una gran ejecución por parte de Trachtenberg, con un buen y oportuno manejo de los planos. Una entrega de 'Black Mirror' que está especialmente inspirado".
Daniel de Partearroyo en la web Cinemanía califica positivamente el episodio indicando: "Uno de los episodios de mayor terror puro de la serie (...) La distribución del suspense es impoluta, y la forma en que la narración te va atrayendo a su tela de araña (...) es admirable".
Alex Mullane, en la web DigitalSpy, valora "Una experiencia estimulante y agotadora. La experiencia de Trachtenberg en Hollywood le permite mostrar una hora de habilidad impresionante, y la animación y los efectos son fantásticos en todo el metraje. Y una vez más, Wyatt Russell está genial."